# Vyšehorky

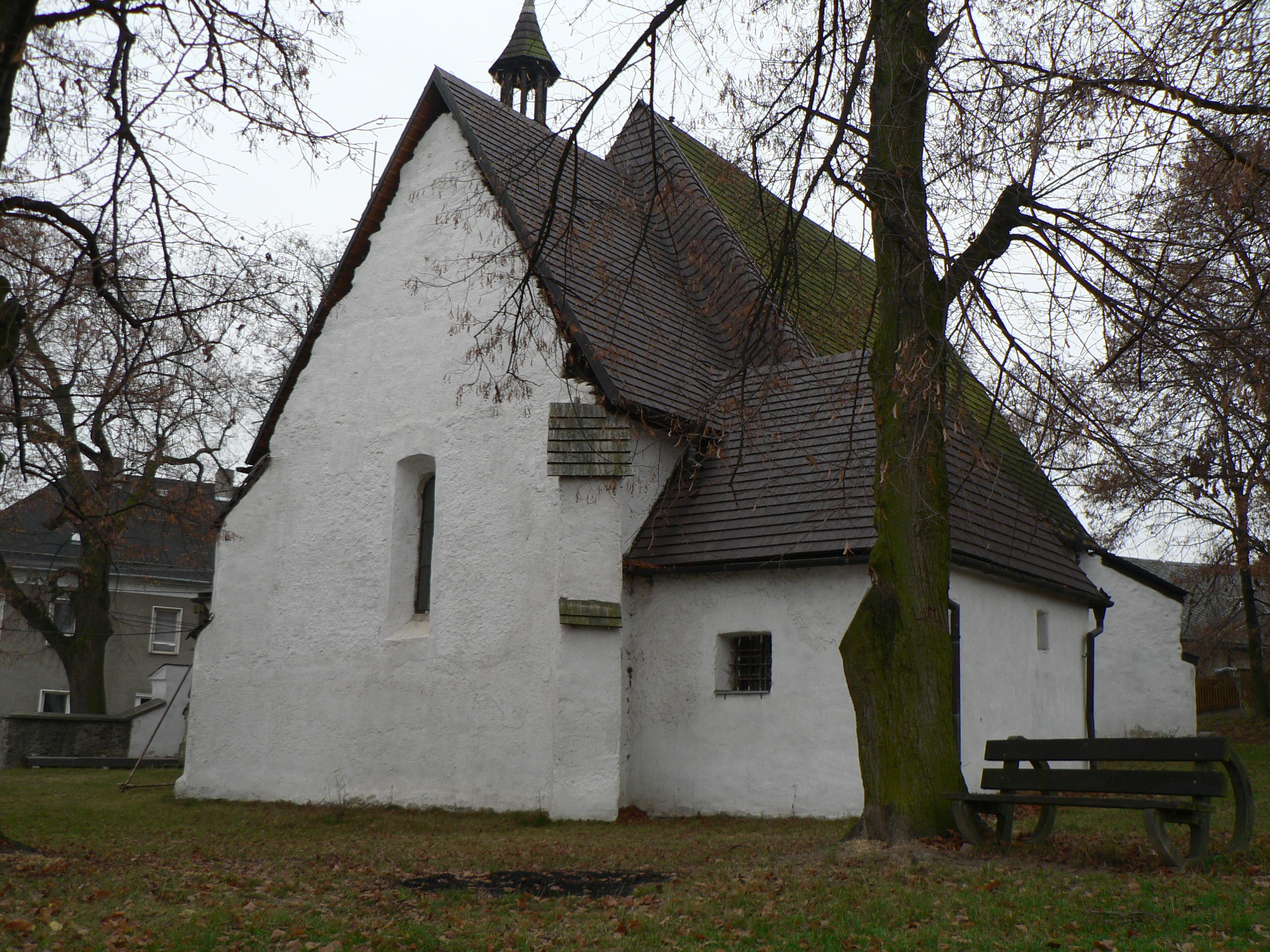
Pfarrkirche Aller Heiligen

Vyšehorky, bis 1949 Vyšehoří (deutsch Allerheiligen) ist ein Ortsteil der Gemeinde Líšnice in Tschechien. Er liegt drei Kilometer südwestlich von Mohelnice und gehört zum Okres Šumperk.

## Geographie
Vyšehorky befindet sich im Übergang der Mirovská vrchovina (Mürauer Bergland) und Bouzovská vrchovina (Busauer Bergland) zur Mohelnická brázda (Müglitzer Furche). Südwestlich erhebt sich der Skalky (407 m). Im Norden führt die Staatsstraße I/35/E 442 zwischen Moravská Třebová und Mohelnice vorbei.
Nachbarorte sind Podolíčko im Norden, Podolí und Mohelnice im Nordosten, Dolní Krčmy im Osten, Újezd und Žádlovice im Südosten, Líšnice im Süden, Starý Mlýn und Bušín im Südwesten, Paseky und Studená Loučka im Westen sowie Mírovský Grunt und Mírov im Nordwesten.

## Geschichte
Die erste schriftliche Erwähnung erfolgte im Jahre 1369, als Bedřich und Smil von Kunstadt, der Kirche in Vyšehoří eine jährliche Summe zur Unterstützung ihrer Mutter Anna zusicherten. Vyšehoří gehörte zur Herrschaft Líšnice und wurde möglicherweise auf den Fluren des herrschaftlichen Hofes angelegt. Im 15. Jahrhundert wurde die Pfarre Vyšehoří utraquistisch und später evangelisch. Seit 1551 gehörte Vyšehoří zum Gut Podolí. Dieses wurde nach der Schlacht am Weißen Berg konfisziert und an den Olmützer Bischof Franz Xaver von Dietrichstein verkauft, der es seiner Herrschaft Mürau zuschlug. Das Bistum besiedelte das während des Dreißigjährigen Krieges zu drei Vierteln wüst gefallene Dorf mit Deutschen, die den Ort Allerheiligen nannten. 1663 wurde wieder ein katholischer Pfarrer eingesetzt. Im Hufenregister von 1677 sind für Allerheiligen 24 Anwesen ausgewiesen, von denen drei noch wüst lagen. Um 1750 entstand auf einem Schlag in den Wäldern westlich von Allerheiligen die kleine Ansiedlung Passek. 1834 lebten in den 34 Häusern des Ortes 247 Menschen. Bei dem Großfeuer von 1842 wurde das Dorf bis auf wenige Häuser und die Kirche in Schutt und Asche gelegt. Vor 1848 entstand eine Schule.
Nach der Aufhebung der Patrimonialherrschaften bildete Allerheiligen / Vyšehoří ab 1850 einen Ortsteil der Gemeinde Großpoidl / Hrubé Podolí im Bezirk Hohenstadt. 1896 entstand die politische Gemeinde Allerheiligen. Im Jahre 1900 bestand der Ort aus 36 Häusern und hatte 223 Einwohner. 1930 lebten in Allerheiligen 192 Deutsche und ein Tscheche. Nach dem Münchner Abkommen wurde die Gemeinde 1938 dem Deutschen Reich zugeschlagen und gehörte bis 1945 zum Landkreis Hohenstadt. 1939 hatte Allerheiligen 172 Einwohner. Nach dem Ende des Zweiten Weltkrieges wurden die Deutschen vertrieben und Tschechen angesiedelt. 1949 erfolgte die Umbenennung des Ortes in Vyšehorky, da im näheren Umkreis eine weitere Gemeinde Vyšehoří bestand. In den 25 Häusern von Vyšehorky lebten 1950 104 Menschen. Am 8. Juni 1957 brannte die Kirche nach einem Blitzschlag ab.
1961 wurde Vyšehorky nach Líšnice eingemeindet und zugleich dem Okres Šumperk zugeordnet. Zwischen 1963 und 1964 erfolgte eine Rekonstruktion der Kirche. Im Jahre 1985 wurde Líšnice mit seinen Ortsteilen in die Stadt Mohelnice zwangseingemeindet. Seit 1990 bildet Vyšehorky wieder einen Ortsteil der Gemeinde Líšnice. Im Jahre 1991 lebten in den 18 Häusern des Dorfes 62 Menschen. Im Jahre 2001 bestand das Dorf aus 27 Wohnhäusern, in denen 69 Menschen lebten.

## Sehenswürdigkeiten
- Kirche Aller Heiligen, erbaut in der Mitte des 13. Jahrhunderts
- Friedhofstor und -mauer
- Kreuz, Steinmetzarbeit aus dem Jahre 1807
- Burgstall Líšnice am Hügel Skalky südwestlich des Ortes, Reste einer Feste aus dem 13. und 14. Jahrhundert